# اولیک-یلگا
اولیک-یلگا (انگلیسی: Ulik-Yelga) یک شهرک در شهرستان شارانسکی استان باشقیرستان کشور روسیه است.